# Rocca de’ Giorgi
Rocca de’ Giorgi ist eine Gemeinde (comune) mit 45 Einwohnern (Stand 31. Dezember 2023) in der südwestlichen Lombardei im Norden Italiens in der Provinz Pavia.

## Geografie
Die Gemeinde liegt etwa 27,5 Kilometer südsüdwestlich von Pavia in der Oltrepò Pavese und gehört zur Comunità montana Oltrepò Pavese. Der Verwaltungssitz der Gemeinde befindet sich im Ortsteil Villa Fornace. Der Name der Gemeinde leitet sich von Giorgi di Vistarino ab, der als Graf in Villa Fornace eine Residenz hatte.